# The Middle (canción de Zedd con Maren Morris y Grey)
«The Middle» —en español: «El medio»— es una canción del productor musical ruso-alemán Zedd, la cantante estadounidense Maren Morris y el dúo estadounidense Grey, lanzada como sencillo el 23 de enero de 2018 por Interscope Records.

## Vídeo musical
Es un vídeo en el que salen partes de un apartamento, y te pone la letra de la canción encima de estos o rebuscados. Tiene más de 90 millones de visitas en YouTube.

## Posicionamiento en listas
| Lista (2018)                              | Mejor posición |
| ----------------------------------------- | -------------- |
| Australia (ARIA)                          | 7              |
| Austria (Ö3 Austria Top 40)               | 12             |
| Bélgica (Flandes) (Ultratop 50)           | 8              |
| Bélgica (Valonia) (Ultratop 50)           | 20             |
| Brasil (Brasil Hot 100 Airplay)           | 98             |
| Canadá (Canadian Hot 100)                 | 6              |
| Colombia (National-Report)                | 34             |
| República Checa (Rádio Top 100)           | 4              |
| República Checa (Singles Digitál Top 100) | 8              |
| Dinamarca (Tracklisten)                   | 20             |
| Francia (SNEP)                            | 68             |
| Alemania (Media Control AG)               | 15             |
| Germany Dance (Official German Charts)    | 3              |
| Hungría (Rádiós Top 40)                   | 19             |
| Hungría (Single Top 40)                   | 8              |
| Irlanda (IRMA)                            | 7              |
| Italia (FIMI)                             | 48             |
| Japón (Japan Hot 100)                     | 50             |
| Letonia (Latvijas Top 40)                 | 4              |
| Malasia (RIM)                             | 3              |
| Mexico Airplay (Billboard)                | 11             |
| Países Bajos (Dutch Top 40)               | 2              |
| Países Bajos (Mega Single Top 100)        | 7              |
| Nueva Zelanda (Recorded Music NZ)         | 8              |
| Nicaragua (Monitor Latino)                | 13             |
| Noruega (VG-lista)                        | 10             |
| Portugal (AFP)                            | 19             |
| Escocia (Scottish Singles Sales Chart)    | 8              |
| Singapur (RIAS)                           | 1              |
| Eslovaquia (Rádio Top 100)                | 46             |
| Eslovaquia (Singles Digitál Top 100)      | 15             |
| Slovenia (SloTop50)                       | 18             |
| España (PROMUSICAE)                       | 70             |
| Suecia (Sverigetopplistan)                | 19             |
| Suiza (Schweizer Hitparade)               | 27             |
| Reino Unido (UK Singles Chart)            | 7              |
| Estados Unidos (Billboard Hot 100)        | 5              |
| Estados Unidos (Adult Contemporary)       | 1              |
| Estados Unidos (Adult Top 40)             | 1              |
| Estados Unidos (Hot Dance Club Songs)     | 17             |
| Estados Unidos (Dance/Mix Show Airplay)   | 1              |
| Estados Unidos (Mainstream Top 40)        | 1              |
| Estados Unidos (Rhythmic)                 | 18             |
| Venezuela English (Record Report)         | 1              |

## Recibimiento
La canción ha tenido mucha fama internacional, encabezando las listas de la mayoría de los países, en países como Estados Unidos ha llegado de momento al número 5 siendo su Segundo puesto más alto después de Break Free con Ariana Grande llegando al número 4. En países como en España llegando al n°2 donde ha estado dos semanas seguidas en dicha posición.

## Certificaciones
| País   | Organismo certificador | Certificación | Ventas certificadas | Ref.   |
| ------ | ---------------------- | ------------- | ------------------- | ------ |
| México | AMPROFON               | Platino + Oro | 90,000              | [ 45 ] |